# HoneyWorks
HoneyWorks（ハニーワークス）は、日本のクリエイターユニット。インクストゥエンター所属。通称ハニワ。ファンネームは「ハニメイト」。2010年からニコニコ動画、YouTubeなど動画投稿サイトで活動し、2014年1月にメジャーデビュー。2014年5月からは、「CHiCO with HoneyWorks」としての活動も行っている。
HoneyWorksが展開する告白実行委員会〜恋愛シリーズ〜は該当項目を参照。

## メンバー・サポートメンバー
※出典

### メンバー
- Gom（ゴム/洸斗） - 主に、作編曲・プロデュースを担当。愛称：ちゃんゴム。オフィシャルブログ
- shito（シト/使徒）- 主に、作編曲・プロデュースを担当。愛称：しと兄・しっちゃん。オフィシャルブログ
- ヤマコ - イラスト、ムービー担当。愛称：やまねぇ・やーこ・やーさん。オフィシャルブログ

### サポートメンバー
- Oji（オジ/海賊王） - ギター担当。愛称：ぞっくん。一部楽曲で作詞・作曲も担当。
- モゲラッタ - イラスト、ムービー担当。愛称：モゲさん・もげたん。
- 宇都圭輝 - キーボード担当。愛称：圭ちゃん。一部楽曲で作詞・作曲も担当。
- AtsuyuK!（アツユキ/田中温之） -

ドラムス担当。愛称：あっくん・あっちゃん。.(dot)anyのメンバー。
- Kaoru（カオル/綾野薫） - マニピュレーター、コンポーザー。一部楽曲で作詞・作曲も担当。愛称：ボーイ。2021年10月16日にCwHWのマニピ(マニピュレーター)卒業を発表した。
- 中西 - ギター担当。愛称：西くん。一部楽曲で作詞・作曲も担当。
- kyo（キョウ） - ベース担当。一部楽曲で作詞・作曲も担当。
- 裕木レオン - ドラム担当。愛称：レオンヌ。一部楽曲で作曲も担当。
- Hanon（はのん） - ボーカル担当。
- Kotoha（ことは） -ボーカル担当。
- えむめろ - ムービー担当。2021年4月より加入[5]。

### 元サポートメンバー
- ろこる - イラスト担当。愛称：ろこるん。2019年3月に卒業を発表した[6]。
- ziro（ジロ） - ムービー担当。MVの動画制作を担当。愛称：じろぱぱ・ぱぱ。2021年4月30日に卒業を発表した。
- コミヤマリオ - (元)アシスタント業務、コンポーサー担当。2022年7月1日に卒業を発表した。

## 来歴
2010年
- ニコニコ動画で活動していたGomとshitoがオリジナルボカロ曲を制作し、動画のイラストをヤマコに依頼したことにより、HoneyWorksとしての活動を開始[7]。

2012年
- 9月26日 - コンピレーションアルバム『BabyPod～VocaloidP×歌い手 collaboration collection～』発売[8]。

2013年
- 7月10日に発売された、テレビアニメ『BROTHERS CONFLICT』のOPテーマ「BELOVED×SURVIVAL」の作曲、編曲を担当（歌手：Gero）[9]。

- 8月7日発売 『特例措置団体ステラ女学院高等科C3部』のEDテーマ「弾けろ！しーきゅーぶ！」の作詞、作曲、編曲を担当（歌：ステラ女学院高等科C3部）。

- 10月1日 - 角川ビーンズ文庫より、自身の同名楽曲を小説化した書籍『スキキライ』を発売[10]。

2014年
- 1月29日 - ボーカロイドベストアルバム『ずっと前から好きでした。』でメジャーデビュー。オリコンアルバムウィークリーチャート初登場4位を記録[2]。また、同日発売されたテレビアニメ『東京レイヴンズ』の2期OPテーマ 「〜Outgrow〜」の作曲を担当（歌手：Gero）[11]。

- 2月1日 - 角川ビーンズ文庫より、自身の同名楽曲を小説化した書籍『告白予行練習』を発売[12]。

- 5月 - ソニー・ミュージックエンタテインメントSDグループが主催する、全国区ボカロ＆アニソン限定オーディション『ウタカツ！』でグランプリを受賞したCHiCOをボーカルに迎えて、「CHiCO with HoneyWorks」としての活動を開始[13][14]。

- 6月1日 - 角川ビーンズ文庫より、ハニワの同名楽曲を小説化した書籍『初恋の絵本』発売[15]。

- 8月6日 - 咲坂伊緒原作のテレビアニメ『アオハライド』のOPテーマ「世界は恋に落ちている」を、CHiCO with HoneyWorks名義で発売[14]。

- 8月28日 - 自身の楽曲をコミカライズした『竹取オーバーナイトセンセーション』の連載が月刊コミックゼロサムにてスタート。執筆は、サポートメンバーのモゲラッタ[16]。

- 11月1日 - 角川ビーンズ文庫より、自身の同名楽曲を小説化した書籍『ヤキモチの答え』発売[12]。

- 11月26日 - メジャー2枚目のアルバムとなる『僕じゃダメですか？～「告白実行委員会」キャラクターソング集～』を発売[17]。

2015年
- 5月27日 - 歌手sanaとのスプリットシングル『言葉のいらない約束 / 暁月夜-アカツキヅクヨ-』を発売。TVアニメ『NARUTO -ナルト- 疾風伝』のEDテーマである「言葉のいらない約束」の作詞・作曲・編曲も担当した。

- 7月15日 - メジャー3枚目のアルバム『好きになるその瞬間を。』をリリース[18]。

- 7月から8月にかけて、初のワンマンライブを3rdアルバム『好きになるその瞬間を。』のリリースパーティーと称して開催[注釈 1]。

2016年
- 4月23日 - 映画『ずっと前から好きでした。〜告白実行委員会〜』を公開。映画公開日当日には幕張メッセで公開初日イベントが2部（昼の部、夜の部）に渡って行われたほか、全国の劇場ではライブビューイングが実施され[注釈 2]、合わせて約1万7000人が来場する大盛況となった。 さらに公開翌日には、沖縄国際映画祭にて一部のメンバーやスタッフが出演するトークイベント付き上映会が行われた。この映画の公開からわずか2日で約5万人を動員し、興行収入が7000万円を突破した。

- 12月17日 - 映画『好きになるその瞬間を。〜告白実行委員会〜』を公開。同シリーズの楽曲「今好きになる。」「三角ジェラシー」などをベースに作られている。

2017年
- 11月24日から6週連続でテレビアニメ『いつだって僕らの恋は10センチだった。』が放送された。

2018年
- 2月15日 - CHiCO with HoneyWorksがNHKの番組『Rの法則』に出演。Gom、ヤマコはそれぞれクマ丸、パンミィの着ぐるみを被って、CHiCOはすりガラス越しで出演。shitoは楽曲制作のため不在。

- 3月16日 - CHiCO with HoneyWorksとして初の日本武道館ライブが開催された。

- 4月2日に放送開始したテレビ東京の夕方帯バラエティ番組『青春高校3年C組』の楽曲及びキービジュアルを担当。

- 7月16日から、CHiCO with HoneyWorks初の全国ホールツアーを開催。

- 10月8日から、ヤマコのイラストが原案となったオリジナルアニメ『走り続けてよかったって。』が放送された。

- 10月8日、あすかな(ASCANA)の初の楽曲「弱虫たちの世界征服」をサウンドプロデュースした。

2019年
- 9月2日放送分の『おはスタ』より2学期テーマソングとなったおはガール from Girls²「おはようのスマイル」の作詞、作曲、編曲、プロデュースを担当。12月18日発売の同曲シングルCDのジャケットイラストをモゲラッタが担当。

- 12月7日から2020年1月21日まで、HoneyWorks初となるアートワーク展『ハニワのアトリエ』が横浜アソビルにて開催された[19][20]。

2020年
- 1月19日 - から3月にかけて、HoneyWorksライブツアー「HoneyWorks Premium Live Tour 2020 〜好きすぎてやばい。〜」を開催[21][注釈 3]。
- 11月18日 - 公式リズムゲーム『HoneyWorks Premium Live』をリリース[22]。
- 12月29日 - 延期されていた「HoneyWorks Premium Live Tour 2020 〜好きすぎてやばい。〜」Zeep Tokyo公演の振替公演として、ライブ「HoneyWorks Premium Live Tour 2020 〜ハニフェス〜」を開催[23]。
- 12月25日 - 映画『HoneyWorks 10th Anniversary “LIP×LIP FILM×LIVE”』を公開[24]。

2022年
- 4月7日 - テレビアニメ『ヒロインたるもの!〜嫌われヒロインと内緒のお仕事〜』の放送開始。
- 8月27日 - 8月28日、タイトル「HoneyWorks 24時間生放送2022」を自身の公式チャンネルニコニコ生放送とYoutubeにて開催。

2023年
- 3月31日 - 『HoneyWorks Premium Live』のサービスが終了[25][26]。
- 7月2日 - HoneyWorksがオーガナイザーを務めるVTuberプロダクション『AiceClass（あいすくらす）』の始動を発表。[27]
- 8月27日 - VTuberグループ「ホロライブ」との音楽プロジェクト『hololive × HoneyWorks』が始動することを発表[28]。

2024年
- 5月16日 - HoneyWorksがコンポーザーとして参加するスマートフォン向けゲーム『学園アイドルマスター』のサービスが開始される[29]（担当楽曲は藤田ことね「世界一可愛い私」[30]）。
- 6月20日 -  HoneyWorksデビュー10周年を記念した特別企画 『 Honey 10 Works 』 （ハニーテンワークス）  の特設サイトが開設される[31]。

## キャラクター
詳しくは「告白実行委員会〜恋愛シリーズ〜」を参照。HoneyWorksの楽曲「告白予行練習」「初恋の絵本」「ヤキモチの答え」を中心としたシリーズ・プロジェクト『告白実行委員会』。主人公たちが楽曲の世界を飛び出して、様々な形で動き出す。
榎本夏樹（えのもとなつき） / 瀬戸口夏樹（せとぐちなつき）
声 - 戸松遥
瀬戸口優（せとぐちゆう）
声 - 神谷浩史
望月蒼太（もちづきそうた）
声 - 梶裕貴
早坂あかり（はやさかあかり） / 望月あかり（もちづきあかり）
声 - 阿澄佳奈
芹沢春輝（せりざわはるき）
声 - 鈴村健一 / こいぬ（すとぷり）（幼少期）
合田美桜（あいだみおう） / 芹沢美桜（せりざわみおう）
声 - 豊崎愛生
瀬戸口雛（せとぐちひな）
声 - 麻倉もも
榎本虎太朗（えのもとこたろう）
声 - 花江夏樹
明智咲（あけちさく）
声 - 緑川光
綾瀬恋雪（あやせこゆき）
声 - 堀江瞬（2023年～） / 代永翼（2014年～2023年）
成海聖奈（なるみせな）
声 - 雨宮天
濱中翠（はまなかみどり）
声 - Gero
高見沢アリサ（たかみざわアリサ）
声 - 東山奈央
柴崎健（しばさきけん）
声 - 江口拓也 / 細谷佳正（映画『好きになるその瞬間を。～告白実行委員会～』）
山本幸大（やまもとこうだい）
声 - 松岡禎丞
勇次郎（ゆうじろう） / 染谷勇次郎（そめやゆうじろう）
声 - 内山昂輝
愛蔵（あいぞう） / 柴崎愛蔵（しばさきあいぞう）
声 - 島崎信長
染谷光一郎（そめやこういちろう）
声 - 土岐隼一
涼海ひより（すずみひより）
声 - 水瀬いのり
mona（モナ） / 成海萌奈（なるみもな）
声 - 夏川椎菜
南（みなみ）
声 - 豊永利行
扇野りょう（おうぎのりょう）
声 - 井上麻里奈
中村千鶴（なかむらちづる）
声 - 早見沙織
服部樹里（はっとりじゅり）
声 - 佐倉綾音
白波渚（しらなみなぎさ）
声 - 榎木淳弥
IV（イブ）
声 - 福山潤
YUI（ユイ）
声 - 斉藤壮馬
RIO（リオ）
声 - 内田雄馬
MEGU（メグ）
声 - 柿原徹也
DAI（ダイ）
声 - 増田俊樹
白雪風真（しらゆきふうま）
声 - こいぬ（すとぷり）
眠桔平（ねむりきっぺい）
声 - るぅと（すとぷり）
灰賀一騎（はいがかずき）
声 - 坂田明（浦島坂田船）
塔上沙良（とうじょうさら）
声 - 浦田わたる（浦島坂田船）
豆井戸亘利翔（まめいどぎりしゃ）
声 - いそろく
海堂飛鳥（かいどうあすか）
声 - 藤原丈一郎（なにわ男子）
苺谷星空（いちごやかなた）
声 - 大橋和也（なにわ男子）
前田睦(まえだりく)
声 - 櫻井孝宏

## ディスコグラフィ

### シングル

#### CDシングル
sana/HoneyWorks
HoneyWorks meets スフィア
HoneyWorks meets TrySail

#### 配信限定シングル
| 配信日         | タイトル                                                                                              | 規格                   | レーベル                 |
| -------------- | --- | ---------------------- | ------------------------ |
| 2013年5月1日   | ロクベル (ver. そらる)                                                                                | デジタル・ダウンロード | HoneyWorksO              |
| 2013年11月20日 | ハジマリノサヨナラ                                                                                    | デジタル・ダウンロード | INCS toenter             |
| 2013年11月20日 | テレカクシ思春期                                                                                      | デジタル・ダウンロード | INCS toenter             |
| 2016年12月7日  | 大嫌いなはずだった。 HoneyWorks,さゆりんご軍団&真夏さんリスペクト軍団                                 | デジタル・ダウンロード | ミュージックレイン       |
| 2019年8月12日  | ヒロイン育成計画                                                                                      | デジタル・ダウンロード |                          |
| 2020年7月31日  | カンナギ feat.鳴花ヒメ・ミコト                                                                        | デジタル・ダウンロード | YOSHIMOTO KOGYO          |
| 2021年7月30日  | 誇り高きアイドル -boy's side- (feat. うらたぬき)                                                      | デジタル・ダウンロード | MARUMOCHI LABEL          |
| 2021年9月25日  | 推し★ごと (feat. かぴ)                                                                                | デジタル・ダウンロード |                          |
| 2021年11月10日 | 東京スプリングセッション (feat. 瀬戸口優, 榎本夏樹, 望月蒼太, 早坂あかり, 芹沢春輝 & 合田美桜)        | デジタル・ダウンロード | ミュージックレイン       |
| 2022年4月7日   | 東京サニーパーティー (feat. 涼海ひより(CV:水瀬いのり), 服部樹里(CV:佐倉綾音) & 中村千鶴(CV:早見沙織)) | デジタル・ダウンロード | ミュージックレイン       |
| 2022年5月2日   | 推し変なんて許さない! (feat. 可不)                                                                    | デジタル・ダウンロード |                          |
| 2022年5月13日  | 可愛くなりたい (feat. 涼海ひより(CV:水瀬いのり) & 瀬戸口雛 (CV:麻倉もも))                             | デジタル・ダウンロード | ミュージックレイン       |
| 2022年5月27日  | ロメオ (feat. 榎本虎太朗 (CV:花江夏樹) & 柴崎健 (CV:江口拓也))                                        | デジタル・ダウンロード | ミュージックレイン       |
| 2022年6月10日  | 夢ファンファーレ (feat. 成海聖奈 (CV:雨宮天) & 成海萌奈(CV:夏川椎菜))                                 | デジタル・ダウンロード | ミュージックレイン       |
| 2022年6月24日  | ヒロイン育成計画 (feat. 涼海ひより(CV:水瀬いのり), 服部樹里(CV:佐倉綾音) & 中村千鶴(CV:早見沙織))     | デジタル・ダウンロード | ミュージックレイン       |
| 2022年8月24日  | 可愛いねって言われちゃった (feat. 服部樹里(CV：佐倉綾音))                                             | デジタル・ダウンロード | ミュージックレイン       |
| 2022年11月21日 | 可愛くてごめん (feat. ちゅーたん(CV:早見沙織))                                                        | デジタル・ダウンロード | ミュージックレイン       |
| 2023年1月12日  | 可愛くてごめん (feat. 星乃夢奈) [Cover]                                                               | デジタル・ダウンロード | MARUMOCHI LABEL          |
| 2023年1月19日  | 可愛くてごめん (feat. こはならむ) [Cover]                                                             | デジタル・ダウンロード | MARUMOCHI LABEL          |
| 2023年1月20日  | Winter Vox                                                                                            | デジタル・ダウンロード | MARUMOCHI LABEL          |
| 2023年1月22日  | 女の子の愛って何? (feat. 柴崎健(CV:江口拓也))                                                         | デジタル・ダウンロード | ミュージックレイン       |
| 2023年1月22日  | 男の子の目的は何? (feat. 高見沢アリサ(CV:東山奈央))                                                   | デジタル・ダウンロード | ミュージックレイン       |
| 2023年5月4日   | ぎじれんあい (feat. 可不) [Cover]                                                                     | デジタル・ダウンロード | (自主レーベル)           |
| 2023年6月28日  | キスしちゃだめっ! (Cover)                                                                             | デジタル・ダウンロード | (自主レーベル)           |
| 2023年8月19日  | 転生したら可愛かった (Cover)                                                                          | デジタル・ダウンロード | (自主レーベル)           |
| 2023年9月2日   | すきっちゅーの! (feat. ちゅーたん (CV:早見沙織))                                                      | デジタル・ダウンロード | (自主レーベル)           |
| 2023年9月2日   | すきっちゅーの! (feat. かぴ)                                                                          | デジタル・ダウンロード | (自主レーベル)           |
| 2023年10月21日 | 可愛くなれたらいいのに (feat. ちゅーたん (CV:早見沙織))                                               | デジタル・ダウンロード | (自主レーベル)           |
| 2023年10月21日 | 可愛くなれたらいいのに (feat. かぴ)                                                                   | デジタル・ダウンロード | (自主レーベル)           |
| 2023年11月4日  | メイド☆至上主義 (feat. かぴ, Hanon & Kotoha)                                                          | デジタル・ダウンロード | (自主レーベル)           |
| 2023年11月11日 | ディア♡マイフレンド (feat. ちゅーたん (CV:早見沙織))                                                  | デジタル・ダウンロード | (自主レーベル)           |
| 2023年11月11日 | ディア♡マイフレンド (feat. かぴ)                                                                      | デジタル・ダウンロード | (自主レーベル)           |
| 2023年12月30日 | 兄には秘密 (feat. 染谷 光一郎 (CV:土岐隼一))                                                          | デジタル・ダウンロード | (自主レーベル)           |
| 2024年1月29日  | 君の可愛いがバレませんように / 肉チョモランマ&HoneyWorks                                              | デジタル・ダウンロード | (自主レーベル)           |
| 2024年4月14日  | イタキス (feat. 服部樹里(CV:佐倉綾音) & 山本幸大(CV:松岡禎丞))                                        | デジタル・ダウンロード | (自主レーベル)           |
| 2024年4月20日  | 運命の人だった。 (feat. 榎本虎太朗(CV:花江夏樹) & 瀬戸口雛(CV:麻倉もも))                              | デジタル・ダウンロード | (自主レーベル)           |
| 2024年4月21日  | センパイ。 (feat. ハコニワリリィ, 可憐なアイボリー & 高嶺のなでしこ) [Cover]                          | デジタル・ダウンロード | (自主レーベル)           |
| 2024年5月7日   | アリスブルー (irucaice Remix)                                                                         | デジタル・ダウンロード | NHN PlayArt Corp./DWANGO |

### アルバム

#### オリジナルアルバム
LIP×LIP
mona(成海萌奈)
Full thottle 4

### 同人
|    | 発売日         | タイトル                                                  |
| -- | -------------- | --------------------------------------------------------- |
| 1  | 2010年12月31日 | ラブロマ                                                  |
| 2  | 2011年5月2日   | ハニワ曲歌ってみた!!                                      |
| 3  | 2011年11月19日 | 初恋のノート                                              |
| 4  | 2011年12月31日 | ハニワ曲歌ってみた2                                       |
| 5  | 2012年9月26日  | BabyPod～VocaloidP×歌い手 collaboration collection～      |
| 6  | 2013年4月27日  | ハニワ曲歌ってみた3                                       |
| 7  | 2013年4月27日  | 六弦アストロジー                                          |
| 8  | 2013年12月31日 | ハニワ曲歌ってみた4                                       |
| 9  | 2014年12月30日 | ハニワ曲歌ってみた5                                       |
| 10 | 2015年8月16日  | ボカコレ3                                                 |
| 11 | 2015年12月31日 | 僕が名前を呼ぶ日 / 私が恋を知る日                         |
| 12 | 2016年8月14日  | テレカクシ記念日/可愛くなりたい                           |
| 13 | 2016年12月31日 | 大好きな事って口に出して言いたいじゃん？/ハローアクター！ |
| 14 | 2017年8月11日  | ジャッジ☆/月の姫                                          |
| 15 | 2017年12月29日 | チョコカノ/ホワイトデーキッス                             |
| 16 | 2018年12月30日 | LOVE/s×c                                                  |
| 17 | 2018年12月30日 | 選んでくれてありがとう。/ラブヘイトマジョリティ           |
| 18 | 2021年3月26日  | 告白実行委員会 -FLYING SONGS- 愛してる                    |
| 19 | 2022年8月13日  | 告白実行委員会 -FLYING SONGS- 恋してる                    |
| 20 | 2023年12月30日 | 告白実行委員会 -FLYING SONGS- オモイアイ                  |

### 映像作品
|     | 発売日         | タイトル                                                     | 仕様                         | 特典CD | 特典映像 | ISBN                   |
| --- | -------------- | ------------------------------------------------------------ | ---------------------------- | --- | --- | ---------------------- |
| 1st | 2016年10月26日 | ずっと前から好きでした。 ~告白実行委員会~ ［完全生産限定版］ | 本編Disc＋特典CD             | ・劇中歌「日曜日の秘密」 ・劇中歌「Destiny～ずっと前から君が好きでした～」 ・「病名恋ワズライ（movie ver.）」 ・「告白予行練習feat.榎本夏樹（CV:戸松 遥）（movie ver.）」 ・オリジナルサウンドトラック （劇中BGM） | ・「日曜日の秘密」HoneyWorksヤマコ描き下ろしミュージックムービー ・「金曜日のおはよう」アニメショートムービー ・2016年4月23日公開初日スペシャルイベント舞台挨拶・朗読パート映像                            |                        |
| 2nd | 2017年6月21日  | 好きになるその瞬間を。 ~告白実行委員会~ ［完全生産限定版］   | 本編Disc＋特典CD             | ・劇中歌「好きと好きの方程式」 ・劇中歌「今好きになる。-triangle story-」 ・オリジナルサウンドトラック（劇中BGM）                                                                                                  | ・「好きになるその瞬間を。～告白実行委員会～」アニメオープニングムービー ・2016年12月17日公開初日スペシャルイベント舞台挨拶・朗読パート映像 ・ミュージックビデオ「ロメオ -N.Edit-／LIP×LIP（勇次郎・愛蔵） |                        |
| 3rd | 2018年3月21日  | いつだって僕らの恋は10センチだった。 上巻 ［完全生産限定版］ | 本編Disc＋特典CD （3話収録） | ・「ジャッジ☆」LIP×LIP（勇次郎・愛蔵） ・オリジナルサウンドトラック vol.1 | ・オープニング主題歌「ノンファンタジー」ミュージックビデオ ・ノンクレジットオープニングムービー |                        |
| 4th | 2018年4月25日  | いつだって僕らの恋は10センチだった。 下巻 ［完全生産限定版］ | 本編Disc＋特典CD （3話収録） | ・「月の姫」LIP×LIP（勇次郎・愛蔵） ・オリジナルサウンドトラック vol.2 | ・エンディング主題歌「東京ウインターセッション」ミュージックビデオ ・ノンクレジットエンディングムービー | ISBN 978-4-04-110873-4 |
|     |                |                                                              |                              | | |                        |

### その他
- 伊藤ハム「ポークビッツ」CMソング（2023年5月、feat. ちゅーたん(CV:早見沙織)）[34]

### ゲーム
- 『HoneyWorks Premium Live』（2020年11月18日リリース。詳細は下記参照）

## 書籍

### ライトノベル
角川ビーンズ文庫からの出版。
|    | タイトル                                        | 発売日         | 著者               | ISBN                   |
| -- | ----------------------------------------------- | -------------- | ------------------ | ---------------------- |
| 1  | スキキライ                                      | 2013年10月1日  | 藤谷燈子           | ISBN 978-4-041-01029-7 |
| 2  | 告白予行練習                                    | 2014年2月1日   | 藤谷燈子           | ISBN 978-4-041-01203-1 |
| 3  | 告白予行練習 ヤキモチの答え                     | 2014年6月1日   | 藤谷燈子           | ISBN 978-4-041-01577-3 |
| 4  | 告白予行練習 初恋の絵本                         | 2014年11月1日  | 藤谷燈子           | ISBN 978-4-041-01578-0 |
| 5  | 告白予行練習 今好きになる。                     | 2015年7月1日   | 藤谷燈子           | ISBN 978-4-041-02511-6 |
| 6  | 告白予行練習 恋色に咲け                         | 2016年4月1日   | 藤谷燈子、香坂茉里 | ISBN 978-4-041-03839-0 |
| 7  | 告白予行練習 金曜日のおはよう                   | 2016年10月1日  | 藤谷燈子           | ISBN 978-4-041-02513-0 |
| 8  | 告白予行練習 ハートの主張                       | 2017年10月1日  | 香坂茉里           | ISBN 978-4-041-06113-8 |
| 9  | 告白予行練習 イジワルな出会い                   | 2017年11月1日  | 香坂茉里           | ISBN 978-4-041-06118-3 |
| 10 | 世界は恋に落ちている                            | 2018年7月1日   | 香坂茉里           | ISBN 978-4-04-103759-1 |
| 11 | 告白予行練習 僕が名前を呼ぶ日                   | 2018年10月1日  | 香坂茉里           | ISBN 978-4-04-107510-4 |
| 12 | 告白予行練習 大嫌いなはずだった。               | 2019年6月1日   | 香坂茉里           | ISBN 978-4-04-108338-3 |
| 13 | Dolce アイドルが恋しちゃだめですか？            | 2019年7月1日   | 小野はるか         | ISBN 978-4-04-108382-6 |
| 14 | 告白予行練習 ノンファンタジー                   | 2019年12月1日  | 香坂茉里           | ISBN 978-4-04-108964-4 |
| 15 | 告白予行練習 ヒロイン育成計画                   | 2020年1月1日   | 香坂茉里           | ISBN 978-4-04-108965-1 |
| 16 | 告白予行練習 東京サマーセッション               | 2020年9月1日   | 香坂茉里           | ISBN 978-4-04-109994-0 |
| 17 | 告白実行委員会 アイドルシリーズ ロメオ          | 2020年12月1日  | 香坂茉里           | ISBN 978-4-04-110799-7 |
| 18 | 小説版 この世界の楽しみ方 ～Secret Story Film～ | 2020年12月26日 | 香坂茉里           | ISBN 978-4-04-111048-5 |
| 19 | Dolce2 アイドルがアイドルに恋しちゃだめですか？ | 2021年1月29日  | 小野はるか         | ISBN 978-4-04-110873-4 |
| 20 | 告白予行練習 乙女どもよ。                       | 2021年12月1日  | 香坂茉里           | ISBN 978-4-04-112079-8 |
| 21 | 告白実行委員会 ファンタジア LOVE&KISS           | 2022年11月1日  | 香坂茉里           | ISBN 978-4-04-113127-5 |

KADOKAWAから単行本として出版。
| タイトル                              | 発売日        | 著者     | ISBN                   |
| ------------------------------------- | ------------- | -------- | ---------------------- |
| 告白予行練習 東京サマーセッション2021 | 2021年9月15日 | 香坂茉里 | ISBN 978-4-04-736421-9 |

### 児童文学
角川つばさ文庫からの出版。
|   | タイトル                                   | 発売日        | 著者     | ISBN                   |
| - | ------------------------------------------ | ------------- | -------- | ---------------------- |
| 1 | ずっと前から好きでした。～告白実行委員会～ | 2016年4月5日  | 香坂茉里 | ISBN 978-4-046-31589-2 |
| 2 | 好きになるその瞬間を。～告白実行委員会～   | 2016年12月5日 | 香坂茉里 | ISBN 978-4-046-31647-9 |
| 3 | いつだって僕らの恋は10センチだった。       | 2018年1月15日 | 香坂茉里 | ISBN 978-4-046-31759-9 |

### コミックス
| タイトル                                  | 発売日                        | 著者       | 出版社   |
| ----------------------------------------- | ----------------------------- | ---------- | -------- |
| 竹取オーバーナイトセンセーション（全3巻） | 2015年3月25日 - 2016年3月25日 | モゲラッタ | 一迅社   |
| Dolce 〜底辺アイドルの日常〜（全3巻）     | 2019年4月30日 - 2021年2月1日  | HoneyWorks | KADOKAWA |
| 私、アイドル宣言（全5巻）                 | 2021年7月30日 -2023年12月28日 | モゲラッタ | KADOKAWA |
| 可愛くてごめん(既刊1巻)                   | 2024年5月16日-                | 島陰涙亜   | KADOKAWA |

## HoneyWorks Premium Live
『HoneyWorks Premium Live』（ハニーワークス プレミアム ライブ）は、flaggsより配信されるスマートフォン用ゲームアプリ。略称は「ハニプレ」。
HoneyWorks公式リズムゲームとして2020年11月18日サービス開始。サービスイン当初の配信・運営はアカツキとインクストゥエンターにより行われた。
2021年9月1日をもってflaggsへ配信権と運営が移管された。
2023年3月31日をもってサービスを終了した。

### 概要
2017年3月に開催された「AnimeJapan 2017」でスマートフォンゲーム化されることが発表され、2018年夏頃から開発を開始。2020年春のリリースを目指していたが、品質向上・リリース後のサービス拡充のためにリリース延期を発表。その後、2020年10月26日に2020年内のリリースを決定し、2020年11月18日にサービスが開始された。
『ハニプレ』は結成10周年の集大成としてHoneyWorks完全監修のもとで制作され、「告白予行練習」「今ちょっとだけ話題の神様」「世界は恋に落ちている」などのミュージックビデオが多数収録されているほか、HoneyWorksイラストレーターのヤマコ、モゲラッタによる描き下ろしイラストが用意されている。
サービス開始初日に100万ダウンロードを達成し、App Store・Google Playストアの無料ゲームランキングにて1位を獲得した。

### ゲーム内容
ライブハウス「ハニプレ」を大人気のライブハウスへ成長させるという内容。ライブハウスという設定にした理由について、プロデューサーの速水康氏は、「理由は大きく3つあり、HoneyWorksのライブを手のひらで再現したかったこと、次に、ライブステージは青春舞台のメタファーであること、そして、ハニワ10周年の集大成として過去作品全てを取り扱うことのできる場を作りたかったため」と語っている。

## 楽曲提供・サウンドプロデュース・編曲
※アーティスト名の五十音順
- 青春アリス(CV:茅野愛衣) ‐「アリスブルー」

- 麻倉もも -「明日は君と。」、「“さよなら”聞いて。」、「花に赤い糸」、「ユメシンデレラ」
- あすか - 「青春下剋上」※サウンドプロデュース：Gom
- Ado - 「わたしに花束」
- Appare! - 「最高は終わらない」
- 天月-あまつき- - 「月曜日の憂鬱」、「エンジェルに花束を」、「オモカレ注意報」
- 天月×96猫×HoneyWorks - 「あまちゃんズラブ」
- +α/あるふぁきゅん。 - 「ガール＆ラグドール」※作詞・作曲：Gom (HoneyWorks)
- 石原夏織 - 「わざと触れた。」
- =LOVE - 「アイカツハッピーエンド」
- いれいす - 「君のために生まれてきた」、「僕らが描いた夢のその先に」、「愛をありがとう」
- 浦島坂田船 - 「合戦」「世界で一番好きな名前」
- うらたぬき&となりの坂田。（浦島坂田船） - 「プリンセスに口づけを」、「フィアンセ」
- うらたぬき - 「うらたねこ♀」、「うらたねこ♂」
- Escape i DOL(from 可憐なアイボリー) - 「SSS」
- おおしましゅん - 「絶対プリンセス」（作編曲のみ）
- おはガール from Girls2 - 「おはようのスマイル」
- 海堂飛鳥と苺谷星空（あすかな／ASCANA）- 「弱虫たちの世界征服」、「シャイニーウェディング」、「Lv.1」、「プリンとクリームシチュー」「ステップ×スマイル×ステップ」
- 風真いろは - 「君にしか読めない手紙」
- 可憐なアイボリー - 「いつだって戦ってる」、「ハンコウ予告」、「推し変なんて許さない!」、「花火より恋」、「アイドルでよかった」、「僕らはきっとすごくない」、「ぎじれんあい」、「拝啓ライバル」、「君は必ず好きになる」、「最近めっちゃかわいいね」、「遠キョリ。だって本気」、「少女たちとアイボリー」、「恋の矢印」、「恋のガイドブック」、「それは好きってこと」、「かわいい顔の小悪魔です」、「最後のスピーチ」
- かぴ - 「転生したら可愛かった」、「コンビニバイト」、「スキスギ」
- Gambét - 「僕×君チェックメイト」
- Chroma7ree - 「HONEY FLOWER」、「絶対最強ストーリー」
- Gero - 「NO WAY OUT」、「BELOVED×SURVIVAL」、「弱者の宣言」、「【可愛くなりたい-another story-】かっこよくなりたい」、「金曜日のおはよう」、「水曜日の約束」、「火曜日はチューデイ」
- げろソニ2018 - 「Mind Craft」（編曲）
- げろソニ2020 - 「歌ってみたの歌」
- こはならむ - 「ごめんなんか聞きたくなかった」、「迷えるヒツジ」、「不完全花」、「私の幸せは私が決めるの！」
- Secret Dice - 「SecretDice!!」
- 少年T - 「歌い手」
- 白いスニーカー(from 可憐なアイボリー) - 「ネバギブ！」
- ジャニーズWEST - 「プリンシパルの君へ」
- すとぷり - 「大好きになればいいんじゃない?」、「おかえりらぶっ!」、「革命前夜」、「Prince」、「プロポーズ」、「青春チョコレート」[43]、「Strawberry Kiss」[44]、「クリスマスラブ」[45]、「チョコレートはんぶんこ」[46]、「最幸の宝物」[47]、「ぴゅあぴゅあいちご」[48]、「お姫様になっていいよ」、「誓いの花束を〜With You〜」[49]、「虹のはじまり」[49]
- ステラ女学院高等科C3部 - 「弾けろ！しーきゅーぶ！」
- 青春高校3年C組BGM
- 青春高校3年C組OPENING
- 芹澤優 - 「神×太陽×サマーパーティ」、「最悪な日でもあなたが好き。」
- 高嶺のなでしこ - 「アンチファン」、「ユメムスビ」、「女の子は強い」、「僕は君になれない」、「革命の女王」、「初恋のひと。」、「いつか私がママになったら」、「美しく生きろ」、「可愛いって言われたい」、「私は怪物」、「恋を知った世界」、「私より好きでいて」、「モテチェン！」、「I'M YOUR IDOL」、「アドレナリンゲーム」、「アイのウイルス」、「Cute for life」、「メランコリックハニー」、「アイドル衣装」、「初恋のこたえ。」、「ライフクエスト」
- 戸松遥 - 「恋ヲウチヌケ」
- Trickstar (氷鷹北斗CV:前野智昭、明星スバルCV:柿原徹也、遊木真CV:森久保祥太郎、衣更真緒CV:梶裕貴) - 「幸せの歌」
- KnightA-騎士A- - 「Perfect Crime」、「Christmas Kiss」
- 長瀬琴乃（CV：橘美來）×川咲さくら（CV：菅野真衣）×天動瑠依（CV：雨宮天）×神崎莉央（CV：戸松遥） - 「それを人は“青春”と呼んだ」
- 肉チョモランマ - 「好きになってよ」、「君の可愛いがバレませんように」
- HoneyWorks feat. 響星ライカ - 「オーディション」
- HoneyWorks feat. 花譜 - 「彼女は今、迷宮の中」
- HoneyWorks feat. 鎖那 - 「アオハル応援歌」
- HoneyWorks feat. ハコニワリリィ - 「質問、恋って何でしょうか？」、「にんころダンス」
- ふわふわキャンディ(from 可憐なアイボリー) - 「メルヘンライフ」
- ぶーすと【Bloom Story】 - 「花物語」、「数字のとれないヒロイン」、「君は僕の彼女」

- 星川サラ - 「恋の押し売り」
- 星乃夢奈 - 「男の子のために可愛いわけじゃない!」、「女の子が恋の手錠をかけたら逃がさない！」、「好きすぎてムカつくバースデイ」、「恋愛偏差値45」
- ほろはにヶ丘高校（hololive × HoneyWorks） - 「かわいこちぇっく！」（戌神ころね）、「アイドル十ヶ条」（猫又おかゆ, 姫森ルーナ）、「Tokyo Wabi-Sabi Lullaby」（Gawr Gura）、「ブライダルドリーム」（兎田ぺこら, 宝鐘マリン）、「うたげ☆独壇場！」（百鬼あやめ）、「アウトサイダー計画」（ラプラス・ダークネス, 鷹嶺ルイ, 博衣こより, 沙花叉クロヱ, 風真いろは）、「パクパク成敗」（Hakos Baelz）、「1日ヒーロー」（Kobo Kanaeru, 小鳥遊キアラ）、「リア充★撲滅運動」（紫咲シオン）、「教室に青」（星街すいせい）
- hololive IDOL PROJECT - 「青春アーカイブ」
- P丸様。 - 「恋愛偏差値上昇中!」
- 藤田ことね（飯田ヒカル） - 「世界一可愛い私」
- Poppin'Party - 「最強☆ソング」
- 本間ひまわり - 「青春モード！もう１回!!」
- 眞白かのん - 「推してくれますか？」
- 湊あくあ - 「君の最推しにしてよ！」
- みりぐらむ-1mg- - 「PONじゃない宣言」[50]
- むすめん。 - 「バーロー！ヒーロー！」
- 紫咲シオン - 「シンデレラ・マジック」[51]
- めいちゃん - 「小悪魔だってかまわない！」、「キスしちゃだめっ！」
- 莉犬（すとぷり） - 「よくできました◎」、「人生勝利宣言!」[52]、「ラブヒーロー」[52]、「言ノ花束」
- MORE MORE JUMP! - 「チームメイト」
- 諸星すみれ - 「初めての主役」
- ユトレヒト - 「空白描写」
- 夜のひと笑い - 「ミライチズ」、「ワライカタ」、「別れ」
- りるきゃん 〜3 little candy〜 - 「彼氏になってよ。」、「ハルマチ女子」
- Leo/need - 「フレー」
- 2023原神新春会 - 「0 to 0」

## mona
mona（モナ）とは2018年3月に始動した女性バーチャルアイドルプロジェクト。告白実行委員会〜恋愛シリーズ〜に登場する成海聖奈の妹である成海萌奈がアイドルmonaとして活動する。
キャラクターデザインはモゲラッタ。
初登場は、成海聖奈のキャラクターソング「可愛くなりたい。」へのカメオ出演。ひとりっ子設定だった聖奈に妹を追加したいというモゲラッタの提案を採用した、名無しの少女だった。
その後、HoneyWorksが女性アイドルをプロデュースする構想で作られた楽曲｢私、アイドル宣言｣の歌唱として、聖奈の妹をデビューさせるアイデアが浮かび、2018年3月3日、｢私、アイドル宣言｣でmonaとしてデビューした。キャラクターボイスは未決定で、CHiCO with HoneyWorksのCHiCOが歌唱した。
2019年6月21日、「ファンサ」で歌唱デビュー。キャラクターボイスは、モゲラッタのオファーで夏川椎菜に決定した。
2020年1月15日より、『私、アイドル宣言』（原案・HoneyWorks、作画・モゲラッタ）がピッコマにて連載中。
｢HoneyWorks Premium Live Tour 2020 〜好きすぎてやばい。〜｣にてライブデビュー。
2022年11月10日、HoneyWorksがプロデュースする女性アイドル「mona（CV：夏川椎菜）」と『日清カレーメシ』がコラボした「#私、カレーメシ宣言キャンペーン」を実施。コラボを記念してオリジナルソング「#超絶美味しい」のミュージックビデオを公開。

### ミュージックビデオ一覧
登場人物のイラストを中心としたミュージックビデオがニコニコ動画及びYouTubeにて公開されている。
| 曲名                                         | 公開日         | ボーカロイド版（公開日） | アーティスト歌唱（公開日）                              | 作詞            | 作曲       | イラスト   | 動画制作     | 初収録アルバム                    |
| -------------------------------------------- | -------------- | ------------------------ | ------------------------------------------------------- | --------------- | ---------- | ---------- | ------------ | --------------------------------- |
| 私、アイドル宣言                             | 2021年3月5日   | 初音ミク（2018年3月5日） | CHiCO (2018年3月5日)                                    | Gom shito       | shito      | モゲラッタ | モゲラッタ   | #名前だけでも覚えていってください |
| ファンサ                                     | 2019年6月21日  |                          |                                                         | HoneyWorks      | HoneyWorks | モゲラッタ | モゲラッタ   | #名前だけでも覚えていってください |
| No.1                                         | 2019年12月27日 |                          |                                                         | Gom shito       | shito      | みっ君     | モゲラッタ   | #名前だけでも覚えていってください |
| ワタシノミカタ (ワタシノテンシAnother story) | アルバムのみ   |                          | Hanon Youtubeのみ(Hanon channelにて投稿)(2020年8月23日) | Gom shito       | Gom        | モゲラッタ | モゲラッタ   | #名前だけでも覚えていってください |
| 人生は最高の暇つぶし                         | アルバムのみ   |                          | Hanon (2021年4月24日)                                   | Gom shito       | shito      | モゲラッタ | モゲラッタ   | #名前だけでも覚えていってください |
| 誇り高きアイドル                             | 2021年6月30日  |                          |                                                         | Gom shito       | shito      | モゲラッタ | モゲラッタ   | #名前だけでも覚えていってください |
| ホントノワタシ                               | 2021年7月22日  |                          |                                                         | Gom shito       | shito      | ヤマコ     | ヤマコ       | #名前だけでも覚えていってください |
| 17歳                                         | 2021年8月20日  |                          |                                                         | Gom shito       | shito      | モゲラッタ | えむめろ     | #名前だけでも覚えていってください |
| #超絶おいしい                                | 2022年11年10日 |                          |                                                         | HoneyWorks      | HoneyWorks | モゲラッタ | モゲラッタ   |                                   |
| #超絶かわいい                                | 2023年1月17日  |                          |                                                         | HoneyWorks      | HoneyWorks | モゲラッタ | モゲラッタ   | 超絶あざといお前らの姫            |
| ハッピークリスマスパーティ                   | 2023年12月22日 |                          |                                                         | Gom Kaoru       | Gom        | たまやい   | 金子開発     | 超絶あざといお前らの姫            |
| motto☆いちごオレ                             | 2024年3月9日   |                          |                                                         | Gom shito       | Gom        | モゲラッタ | モゲラッタ   | #名前だけでも覚えていってください |
| 不屈のアイドル                               | 2024年6月28日  |                          |                                                         | Gom shito       | Shito      |            | モゲラッタ   | 超絶あざといお前らの姫            |
| ビュティホ                                   | 2024年8月24日  |                          |                                                         | Gom shito       | Gom        | ヤマコ     | えるいー     | 超絶あざといお前らの姫            |
| ざけんな                                     | 2024年8月9日   |                          |                                                         | Gom shito       | shito      | うなみや   | しろなみ     | 超絶あざといお前らの姫            |
| アイドルでよかった。                         | 2024年8月16日  |                          | 可憐なアイボリー（2022年12月6日）                       | Gom shito 中西  | shito      | 中村ひなた | すいか       | 超絶あざといお前らの姫            |
| おまえも♡                                    | 2024年8月28日  |                          |                                                         | shito Gom       | shito 中西 | モゲラッタ | モゲラッタ   | 超絶あざといお前らの姫            |
| 生きてるってマジ優勝！                       | 2024年9月20日  |                          |                                                         | Kaoru shito Gom | kaoru      | ヤマコ     | 雪ノ精くもち | 超絶あざといお前らの姫            |
| ホイップクリームの賞味期限                   | 2024年10月11日 |                          | 永尾梨央 from 可憐なアイボリー（2024年10月12日）        | Gom shito       | Gom        | ななみ雪   | しろみや     | 超絶あざといお前らの姫            |

## Full Throttle4
Full Throttle 4とはHoneyWorksがプロデュースする(設定ではIVがプロデュースする)男子高校生4人組ストリート系ボーカルダンスグループ。略称は｢FT4｣。シンボルマークは風車。2018年12月13日にイラストPV｢TIME LINE｣を発表。始動した当初、まだキャラクターボイスはついておらず同人ミニアルバム｢LOVE｣ではボーカロイド音源で12月30日発売された。その後2020年12月25日に公開されたHoneyWorks 10周年記念映画 LIP×LIP  ｢この世界の楽しみ方 ～Secret Story Film～｣にて映画出演が決定しキャラクターボイスも決定した。その後2021年3月15日発表の同人ミックスアルバム｢告白実行発表 −FLYING SONGS− 愛してる｣を経て、2022年2月23日1stメジャーアルバム｢FT4｣が発売。それを記念した1stバーチャルライブ｢Full Throttle4 LIVE 2022 “RECEPTION PARTY”｣を2022年7月9日Zeep Hanedaにて開催された。

### メンバー
YUI ボーカル担当
声 -斉藤壮馬
RIO ボーカル担当
声 -内田雄馬
MEGU ダンス担当
声 -柿原徹也
DAI ダンス担当
声 -増田俊樹
IV サポートDJ プロデュース担当
声 -福山潤

### 楽曲・ミュージックビデオ
登場人物のイラストを中心としたミュージックビデオがニコニコ動画及びYouTubeにて公開されている。
| 曲名                | 公開日                      | アーティスト歌唱(ボーカロイド歌唱)公開日 | 作詞             | 作曲         | イラスト     | 動画制作 | 初収録アルバム |
| ------------------- | --------------------------- | ---------------------------------------- | ---------------- | ------------ | ------------ | -------- | -------------- |
| TIME LINE           | アルバムのみ                | (Fukase 、v flower) 2018年11月13日       | shito            | shito        | ヤマコ       | ziro     | FT4            |
| GOOD BYE            | 2020年12月4日(YouTubeのみ)  | (Fukase、v flower) 2019年1月30日         | shito            | shito        | Super siderX | えむめろ | FT4            |
| LOVE ANTHEM         | 2022年1月21日               | めいちゃん、Gero 2021年4月16日           | Gom              | shito        | ヤマコ       | えむめろ | FT4            |
| FAKE STAR           | 2022年1月28日               | うらたぬき、Gom 2021年6月21日            | Gom shito FM-Kun | Gom          | ヤマコ       | えむめろ | FT4            |
| Dear LAYLA          | 2022年2月4日(Youtubeのみ)   |                                          | Gom shito        | Gom Kaoru    | ここかなた   | Kanata   | FT4            |
| TO FAMILY           | 2022年2月11日(YouTubeのみ)  |                                          | shito            | shito        | ジワタネホ   | えむめろ | FT4            |
| BROTHER             | 2022年2月23日(アルバムのみ) |                                          | shito            | shito        |              |          | FT4            |
| TASTE               | 2022年2月23日(アルバムのみ) |                                          | Gom shito        | shito        |              |          |                |
| BLUE                | 2022年2月23日(アルバムのみ) |                                          | Kaoru Gom shito  | Kaoru 高田翼 |              |          |                |
| Alive               | 2022年2月23日(アルバムのみ) |                                          | Gom shito        | shito        |              |          |                |
| WELCOME SICKS       | 2022年2月27日(YouTubeのみ)  |                                          | Gom shito        | shito        | ヤマコ       | えむめろ |                |
| 新時代 feat LIP✕LIP | 2022年8月28日(YouTubeのみ)  |                                          | Gom shito        | shito        | ジワタネホ   | えむめろ |                |
| ONE NIGHT           | 2022年11月24日              |                                          | Gom shito Kaoru  | Kaoru        | ジワタネホ   | えむめろ |                |
| Xmas Party          | 2023年12月20日              |                                          | Gom shito        | shito        | tonoshi      | らいり   |                |

## Dolce
Dolce（ドルチェ）とは2018年2月に始動した、歌い手が声優として2次元のキャラクターを演じる5人組の男性アイドルユニット。キャラクターデザインは桐谷。
2019年6月5日インディーズアルバム「恋より甘いDolceはいかが？」を発売。また、公式ツイッターでは、ろこる、桐谷、モゲラッタ作の4コマ漫画を掲載しており、漫画のみが「Dolce ～底辺アイドルの日常～」として2019年4月30日単行本化された。他、オリジナルヒロインが登場する小説も2019年7月1日から角川ビーンズ文庫から発売されている。
2020年から活動が少なくなり、2021年1月29日に「アイドルがアイドルに恋しちゃだめですか？」を最後に楽曲の提供が終了した。実質的な活動停止である。そのため公式HPも現在は開けない。
2024年5月現在も活動停止中であり、復活の可能性は極めて低いと考えられる。

### メンバー
※出典
- 白雪 風真（しらゆき ふうま） - 声：こいぬ
- 灰賀 一騎（はいが かずき） -  声：坂田明
- 塔上 沙良（とうじょう さら） -  声：浦田わたる
- 眠 桔平（ねむり きっぺい） - 声：るぅと[注釈 6]
- 豆井戸 亘利翔（まめいど ぎりしゃ） - 声：いそろく

### ミュージックビデオ
登場人物のイラストを中心としたミュージックビデオがニコニコ動画及びYouTubeにて公開されている。なお動画投稿日はYouTubeを参照している。

### コミックス
B's-LOG コミックス (KADOKAWA) からの出版。
|   | タイトル                      | 発売日        | 著者                                                        | ISBN                   |
| - | ----------------------------- | ------------- | ----------------------------------------------------------- | ---------------------- |
| 1 | Dolce ～底辺アイドルの日常～  | 2019年4月30日 | 漫画・カバーイラスト：ヤマコ 漫画：ろこる，モゲラッタ，桐谷 | ISBN 978-4-04-735662-7 |
| 2 | Dolce ～底辺アイドルの日常～2 | 2020年2月1日  | 漫画・カバーイラスト：桐谷                                  | ISBN 978-4-04-735838-6 |
| 3 | Dolce ～底辺アイドルの日常～3 | 2021年2月1日  | 漫画・カバーイラスト：桐谷                                  | ISBN 978-4-04-736471-4 |

### ライトノベル
角川ビーンズ文庫からの出版。
|   | タイトル                                        | 発売日        | 著者       | イラスト     | ISBN                   |
| - | ----------------------------------------------- | ------------- | ---------- | ------------ | ---------------------- |
| 1 | Dolce アイドルが恋しちゃダメですか？            | 2019年7月1日  | 小野はるか | ヤマコ、桐谷 | ISBN 978-4-04-108382-6 |
| 2 | Dolce2 アイドルがアイドルに恋しちゃだめですか？ | 2021年1月29日 | 小野はるか | ヤマコ、桐谷 | ISBN 978-4-04-110873-4 |

## 雪月花
雪月花とは、2020年3月13日に公開された新たな男性アイドル2人組ユニットである。キャラクターデザインは桐谷。HoneyWorksでは珍しい和をテイストにしている。立場上はDolceのライバルアイドルである。
Dolceのコミックにも登場しているものの、その登場回数は僅かであり、Dolceの活動停止とともに、ないもの扱いされてしまった。
登場してからわずか1年であったため、楽曲もMVも小説も存在しない。また、CVも決められていない。

### メンバー
・竹取空(たけとり　そら)
・竜宮青(りゅうぐう　あお)

## HoneyWorks feat.南
HoneyWorks feat.南とは、HoneyWorksと格安携帯会社ワイモバイルとのコラボレーション企画。南というキャラクターはもともとLIP×LIPのワイモバイルのコラボレーションPV「小さなライオン」に登場した赤髪の少年でふてニャンの擬人化キャラクターである。キャラクターデザインはモゲラッタ、担当声優は豊永利行。
コラボPVが反響を受け、「告白してもいいですか」でソロデビュー。2019年3月9日、Zepp Tokyoにてワイモバイル契約者限定ライブ「南くん&LIP×LIP Special LIVE」にてバーチャルアイドルとしてライブデビューした。ワイモバイルキャンペーン終了後は告白実行委員会のキャラクターとして再登場している。

### ミュージックビデオ
登場人物のイラストを中心としたミュージックビデオがニコニコ動画及びYouTubeにて公開されている。なお動画投稿日はYouTubeを参照している。
| 曲名                 | 公開日         | 作詞       | 作曲              | イラスト   | 動画制作   | 備考 |
| -------------------- | -------------- | ---------- | ----------------- | ---------- | ---------- | --- |
| 小さなライオン       | 2018年11月01日 | HoneyWorks | HoneyWorks        | モゲラッタ | モゲラッタ | |
| 告白してもいいですか |                | HoneyWorks | HoneyWorks        | ヤマコ     | ヤマコ     | ワイモバイル放課後ドラマシリーズ「パラレルスクールDAYS」コラボソングで、ドラマのストーリーとリンクしている |
| 映えラヴ             |                | HoneyWorks | HoneyWorks        | モゲラッタ | モゲラッタ | |
| 1%の恋人             | 2020年8月21日  | HoneyWorks | HoneyWorks        | Supercider | 利波 雷    | |
| 彼氏の資格           | 2023年4月14日  | Gom shito  | くるや 裕木レオン | モゲラッタ | えむめろ   | |